# Robert Gascoyne-Cecil
Robert Arthur Talbot Gascoyne-Cecil, III marqués de Salisbury, KG, GCVO, PC, (Hatfield, Hertfordshire, 3 de febrero de 1830-Ibid., 22 de agosto de 1903) fue un destacado político británico, más conocido como lord Salisbury. Hasta 1865 se le conocía como lord Robert Cecil y, durante el periodo que va desde 1865 hasta 1868, como vizconde Cranborne. Ocupó el cargo de primer ministro en tres ocasiones, sumando un total de trece años, marca únicamente superada desde entonces por Margaret Thatcher. Fue miembro del Partido Conservador, sucesor de Benjamin Disraeli y rival de William Ewart Gladstone, jefe del Partido Liberal. Se trata de uno de los personajes más importantes de la era victoriana.

## Vida
Robert Cecil fue el segundo hijo de James Gascoyne-Cecil, II marqués de Salisbury. Contaba con antepasados como William Cecil, I barón Burghley, ministro de la reina Isabel I. Tuvo una infancia infeliz, lo que no impidió que estudiara en Eton y, más tarde, en Oxford. Se trataba de un niño débil y delicado con tendencia a caer enfermo. En su juventud desarrollaría un fuerte interés hacia la lectura y la botánica.
Después de licenciarse en matemáticas por Oxford con la nota más baja posible, Salisbury decidió realizar un largo viaje por las colonias británicas. Visitaría Sudáfrica, Australia y Nueva Zelanda, entre otros países. Este viaje fue importante por dos factores fundamentales: lograría robustecer a Salisbury y fortalecer su salud, a la vez que propiciaría que aumentara su interés por la administración del Imperio británico.
En 1857, Salisbury se casó con Georgina Alderson, una mujer de baja condición social, en contra de los deseos de su padre. Georgina era la hija de sir Edward Alderson, un notable jurista moderado. Robert y Georgina formaron un matrimonio feliz que tuvo cinco hijos y tres hijas, de los cuales solo una murió en la infancia. 
Salisbury necesitaba mantener a su familia, para lo que empezó a escribir artículos periodísticos sobre temas políticos. Pronto comenzaría a ser señalado como un comentarista sagaz, lo que acabaría causando su entrada en política. Entró en la Cámara de los Comunes en el año 1853 como diputado por Stamford, tras unirse al Partido Conservador.
En 1868, al morir su padre, heredó el marquesado de Salisbury, por lo que pasó a la Cámara de los Lores. De 1868 a 1871, fue un importante ejecutivo de la Great Eastern Railway. Esta empresa estaba experimentando graves pérdidas hasta la llegada de Salisbury, que logró que superara sus dificultades y llegó a repartir un pequeño dividendo entre sus accionistas. En 1869 fue nombrado rector de la Universidad de Oxford. Salisbury era un hombre con notable interés por el conocimiento, lo que explica que mandara construir un laboratorio en su casa natal de Hatfield.
La reina Victoria I le ofreció el título de duque, pero declinó ambas ofertas ya que consideraba que no podía asumir los costes económicos que conllevaba el estilo de vida de los duques.
Sin embargo, cuando murió los bienes de Salisbury sumaban un montante de 310 336 libras esterlinas. En 1900 Salisbury tenía propiedades y ahorros por valor de 6,56 millones de libras, equivalentes a alrededor de 374 millones de libras de 2005. Esto lo convierte en uno de los primeros ministros más ricos de la historia, superado solo por Archibald Primrose.

## Trayectoria política

### Inicios

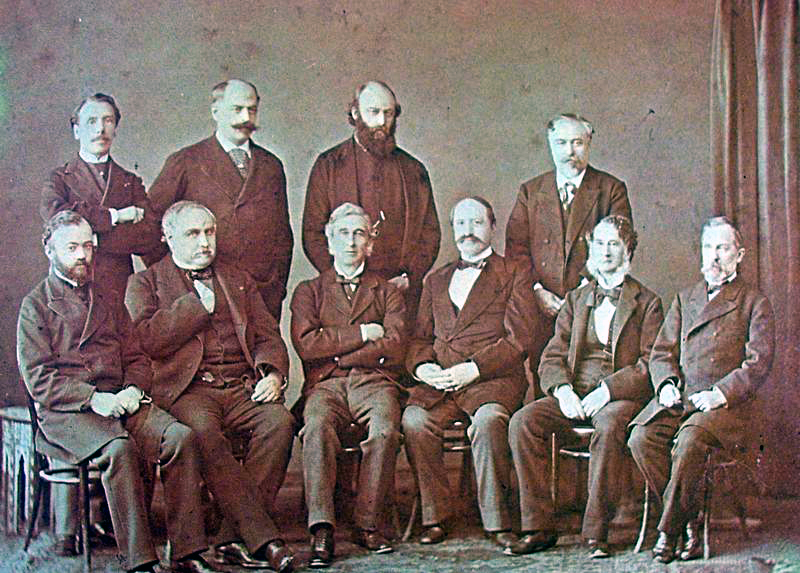
Delegados participantes en la Conferencia de Constantinopla. Entre ellos se encuentra lord Salisbury, que participó como ministro plenipotenciario del Reino Unido.

Después de entrar en los comunes en 1853, Salisbury se convertiría en uno de los máximos teóricos del conservadurismo británico. Defendía el mantenimiento de las restricciones del derecho a voto para que únicamente las personas de cierta posición económica pudieran participar en la política, es decir, solo los hombres que tuvieran una determinada renta podrían votar o ser elegidos para algún cargo. Lógicamente, se trataba de uno de los mayores detractores de la reforma electoral del primer ministro John Russell, que pretendía ampliar el sufragio. Las críticas de Salisbury y otros políticos provocaron la dimisión de Russell en el año 1866. 
Ese mismo año, Gascoyne-Cecil, vizconde Cranborne tras la muerte de su hermano mayor, entró en el tercer gobierno de lord Derby como Secretario de Estado para la India, pero renunció a su cargo tras la reforma del sufragio que ampliaba el derecho a voto. Este hecho lo mantuvo apartado de la política durante seis años.

### Progresión hasta alcanzar el cargo de primer ministro
Volvería al gobierno en 1874, ocupando el mismo cargo bajo las órdenes de Disraeli. Salisbury mejoró sensiblemente su relación con Disraeli, a quien había disgustado anteriormente. En 1878, Salisbury sucedió a lord Derby (hijo del primer ministro) como jefe del Foreign Office a tiempo de llevar a Gran Bretaña a una «paz honorable» durante el Congreso de Berlín. Gracias a su destacado papel fue nombrado miembro de la Orden de la Jarretera.
Desde la muerte de Disraeli acaecida en 1881, los conservadores entraron en un periodo turbulento. Salisbury se convirtió en el líder de los conservadores en la Cámara de los Lores, aunque no fue aceptado como líder por todo el partido. Tras una dura pugna con el líder en los comunes, sir Stafford Northcote, Salisbury emergió como la figura dominante de su partido. Debido a la inestabilidad de la administración de Gladstone, que dependía de los irlandéses para sacar adelante sus propuestas, Salisbury formó un gobierno minoritario. Aunque su situación era débil, pudo aprovecharse de los conflictos existentes entre Gladstone y los irlandeses debido a la cuestión del autogobierno. Gracias a este hecho y a una hábil estrategia que lo presentaba como el líder de un partido sólido, sin las disensiones internas que padecía la oposición, venció abrumadoramente en las elecciones de 1886, lo que le permitió formar un gobierno sólido. Salisbury permaneció como primer ministro hasta 1902, con el único paréntesis del periodo dado entre 1892 y 1895, cuando gobernó el conde de Rosebery. Salisbury se diferenciaba de algunos de sus predecesores, como Disraeli o Gladstone, en que era una persona extremadamente fría y reservada, lo que no fue impedimento para que se convirtiera en uno de los hombres que más tiempo estuvo en el cargo de primer ministro.

### Gestión. Política interior y exterior
En 1889 Salisbury fundó el Consejo del Condado de Londres, capacitándolo, a partir de 1890, para construir edificios. Se arrepintió pronto de su decisión, y dijo en noviembre de 1894 que el Consejo, «es el lugar donde se realizan experimentos colectivistas y socialistas. Es el lugar en el que un nuevo espíritu revolucionario busca sus herramientas y acumula sus armas».

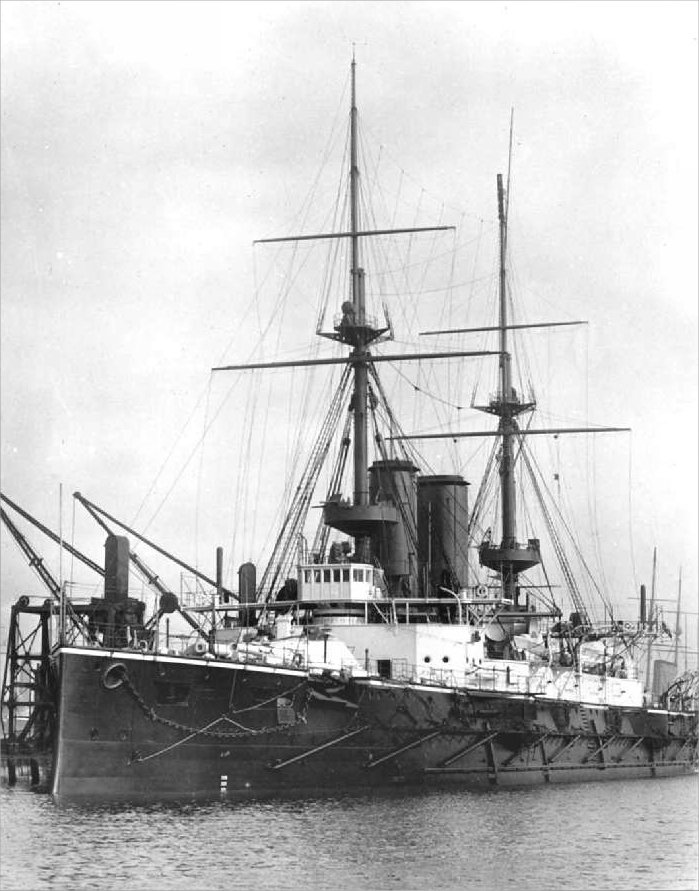
El HMS Formidable, buque de la clase Formidable, construido en 1898 y hundido en 1915.

También en 1889, el gobierno de Salisbury aprobaría la Ley de Defensa Naval, que facilitaría el gasto de veinte millones de libras extra en la marina durante los cuatro años siguientes. Esta fue la mayor expansión acometida nunca por la flota en tiempo de paz: diez nuevos acorazados, treinta y ocho nuevos cruceros, dieciocho nuevos torpederos y cuatro nuevas cañoneras rápidas. Tradicionalmente (al menos desde la batalla de Trafalgar) el Reino Unido había tenido una flota una tercera parte mayor que la del país con la siguiente flota más poderosa, pero la Marina Real pretendía tener «un nivel de fuerza equivalente a las fuerzas combinadas de las dos flotas más fuertes del mundo tras ella». Esto originó protestas por parte de Francia y Rusia.
Salisbury era un experto diplomático que proseguiría la política británica del «espléndido aislamiento». Durante la mayor parte de su mandato ejerció como jefe del Foreign Office y no como ministro de hacienda, como era costumbre. Llevó excelentemente los asuntos exteriores británicos, logrando una serie encadenada de éxitos. Participó en el reparto de África, resolvió felizmente el Incidente de Fachoda y provocó el rebrote de las rebeliones bóeres, que finalizaron con el dominio total de Sudáfrica por parte de los británicos, pero que, sin embargo, acabarían forzando su dimisión. Frenó duramente las aspiraciones rusas sobre Constantinopla y obtuvo la cesión de Chipre. Logró que se le asignaran a Gran Bretaña los territorios que más tarde constituirían Rodesia y alcanzó un acuerdo con el II Imperio Alemán para repartir el África Oriental en dos esferas de influencia: una británica y otra alemana. Después de que Horatio Kitchener reconquistara el Sudán (que había estado libre de la dominación británica desde 1885, debido al éxito inicial de la rebelión iniciada por Muhammad Ahmad, el Mahdi), Salisbury logró que Francia aceptara que este territorio permaneciera bajo un gobierno anglo-egipcio en 1899. Justo antes de retirarse firmó la alianza anglo-japonesa, que permaneció en vigor hasta después de la Primera Guerra Mundial. Asimismo, fue el artífice de la definitiva reconciliación entre los Estados Unidos y el Reino Unido, que habían tenido relaciones tirantes desde la independencia de los primeros. Esto tendría importantes consecuencias a lo largo de todo el siglo XX, siendo uno de los factores más importantes en la resolución de las dos guerras mundiales.

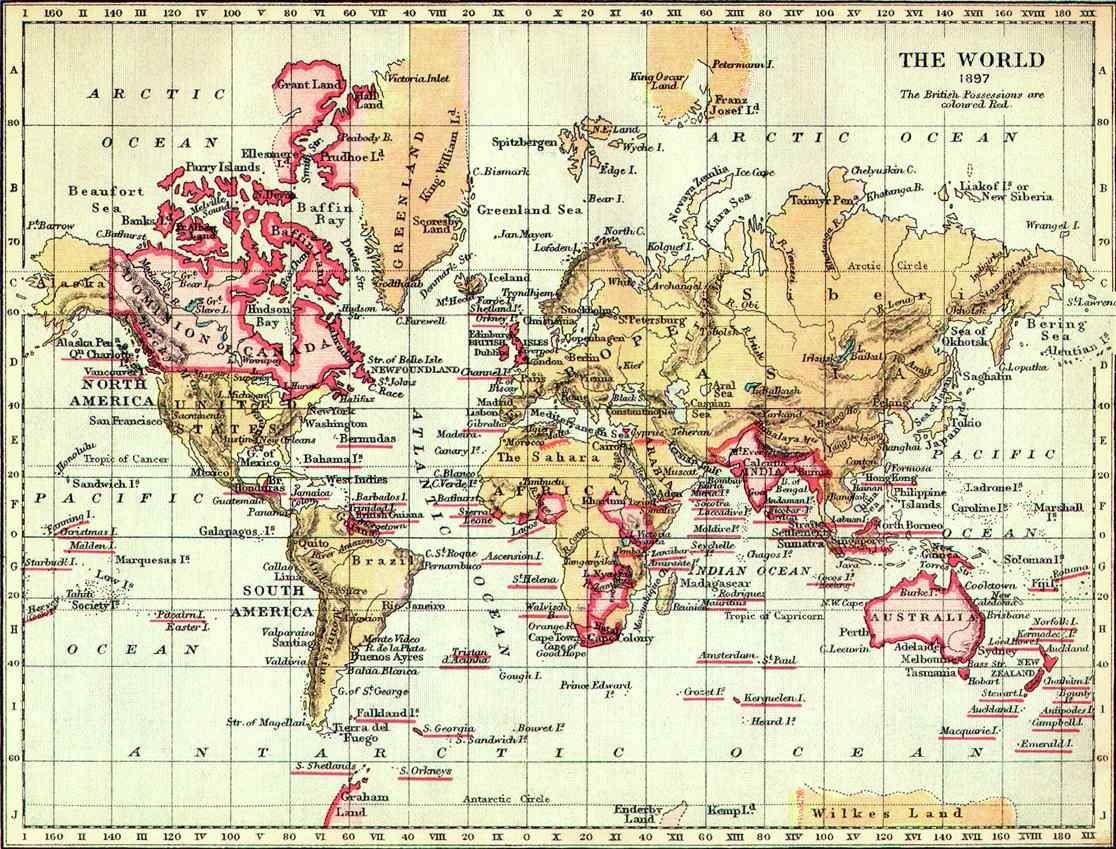
El Imperio británico en 1897 según un mapa de la época. En 1897 lord Salisbury era primer ministro del Reino Unido.

En política interior, Salisbury intentó frenar el autogobierno de Irlanda mediante un programa de reforma de la distribución de la tierra, que ayudó a miles de campesinos irlandeses a tener sus propias tierras. Además, llevó a cabo importantes medidas sociales, como la implantación de la educación pública gratuita en el año 1891. Realizó importantes reformas en el ámbito laboral, siendo el primero que realizó reformas para responsabilizar a los patrones de los accidentes laborales en algunos casos de negligencia por su parte. Durante su gobierno se inicia la división de los conservadores entre librecambistas y proteccionistas, lo que los llevaría a la derrota en las elecciones de 1905.
El 11 de julio de 1902, viudo y con graves problemas de salud, Salisbury dimitió. Fue sucedido por su sobrino, Arthur James Balfour. Murió en 1903.

## Legado
Salisbury es considerado un icono del conservadurismo aristocrático. La revista The Salisbury Review, publicación académica trimestral, fue llamada así en su honor al ser creada en 1982.
Según Clement Attlee, primer ministro laborista durante el periodo 1945-1951, Salisbury había sido el mejor primer ministro que tuvo el Reino Unido durante el tiempo en el que él había vivido.